# Могилёвский институт МВД
Могилёвский институт МВД Республики Беларусь (бел. Магілёўскі інстытут МУС Рэспублікі Беларусь) — созданный в 1948 году, как школа переподготовки сержантского состава корпуса главного управления охраны на железнодорожном и водном транспорте Министерства государственной безопасности СССР, институт является старейшим учебным учреждением системы МВД.

## Названия
- Могилёвская школа переподготовки сержантского состава корпуса Главного управления охраны Министерства государственной безопасности СССР на железнодорожном и водном транспорте (апрель 1948 г. - январь 1951 г.)
- Могилёвская школа подготовки и переподготовки офицерского состава корпуса и дивизии главного Управления Охраны Министерства государственной безопасности СССР на транспорте (январь 1951 г. - август 1952 г.)
- Могилёвская школа подготовки оперативного состава органов транспортной милиции главного Управления Охраны Министерства государственной безопасности СССР на транспорте (август 1952 г. - апрель 1955 г.)
- Могилёвская специальная средняя школа транспортной милиции МВД СССР (апрель 1955 г. - май 1992 г.)
- Могилёвский факультет Академии милиции Министерства внутренних дел (май 1992 г. - декабрь 1994 г.)
- Могилёвская школа милиции Министерства внутренних дел. Могилёвский колледж МВД Республики Беларусь (декабрь 1994 г. - сентябрь 2002 г.)
- Могилевский колледж Министерства внутренних дел Республики Беларусь (сентябрь 2002 г. - март 2010 г.)
- Могилёвский высший колледж Министерства внутренних дел Республики Беларусь (март 2010 г. - сентябрь 2014 г.)
- Могилевский институт МВД (сентябрь 2014 г. - по настоящее время)

## Об институте
Набор в Могилёвский институт МВД осуществляется по следующим специальностям:
- Правовое обеспечение общественной безопасности;
- Правовое обеспечение оперативно-розыскной деятельности.

Выпускникам института присваивается квалификация «Юрист» и первое специальное звание «Лейтенант милиции».

## История
2 апреля 1948 года по приказу Министра государственной безопасности СССР генерал-полковника Абакумова была основана Могилёвская школа переподготовки сержантского состава корпуса главного управления охраны, на железнодорожном и водном транспорте со сроком обучения 7 месяцев. Первым начальником школы был назначен Ляхов Василий Иванович.
- Могилёвская школа переподготовки сержантского состава корпуса главного управления охраны, на железнодорожном и водном транспорте (апрель 1948 г. — январь 1951 г.)

Время возникновения и формирования учебного заведения пришлось на первые послевоенные годы, когда страна только поднималась с колен после лихолетий Великой Отечественной войны. В этот период весьма острой стояла проблема повышения уровня образования в целом, в том числе и среди сотрудников милиции.
По подсчётам некоторых[кто?] исследователей, в 40-е гг. XX в. только 9,8 % руководящего состава милиции и органов государственной безопасности имели высшее образование, 6,2 % — незаконченное высшее, а каждый третий сотрудник — начальное.
В связи с этим весьма актуальной являлась проблема ликвидации неграмотности, для решения которой в 1948 г. начали создаваться средние специальные и высшие учебные заведения органов внутренних дел, а также осуществляться обучение личного состава в гражданских учебных заведениях. Одним из таких заведений стала специальная школа переподготовки сержантского состава корпуса Главного Управления Охраны МГБ СССР на железнодорожном и водном транспорте, открытая в г. Могилёве.
Школа переподготовки сержантского состава начала существовать 2 апреля 1948 г., когда был издан приказ Министерства государственной безопасности СССР № 00139 о её непосредственном формировании. Этим же приказом первым начальником школы был назначен полковник Ляхов Василий Иванович, приступивший к исполнению своих непосредственных обязанностей 22 апреля 1948 г.
Выпуск первого набора курсантов, согласно приказу начальника Могилёвской школы переподготовки сержантского состава корпуса ГУО МГБ СССР на транспорте № 46 от 31 января 1949 г., составил 280 человек, 2 человека были признаны прослушавшими курс обучения, что составило 282 человека. Среди курсантов-выпускников училось два Героя Советского Союза — Сидоров Пётр Петрович и Сорокин Борис Григорьевич.
В 1949—1950 годах мирные учебные занятия стали прерываться из-за активизации банд в окрестных лесах. Офицеры и курсанты школы помогали ликвидации бандитских формирований в Могилёвском, Чаусском, Шкловском и Белыничском районах. Помимо этого курсанты школы привлекались к охране общественного порядка в городе.
В 1952 году постоянный и переменный состав школы был задействован для охраны общественного порядка в период празднования дня авиации в Тушино, на котором присутствовало высшее руководство страны во главе со И. В. Сталиным.
- Могилёвская школа подготовки и переподготовки офицерского состава корпуса и дивизии главного Управления Охраны Министерства государственной безопасности СССР на транспорте (январь 1951 г. — август 1952 г.)

Началом данного этапа послужил приказ Министерства государственной безопасности Союза ССР № 0053 от 20 января 1951 г., на основании которого школа переподготовки сержантского состава была преобразована в школу подготовки и переподготовки офицерского состава. В стенах учебного заведения проходили подготовку и переподготовку офицерский состав корпуса и дивизии Главного управления охраны Министерства государственной безопасности на транспорте.
- Могилёвская школа подготовки оперативного состава органов транспортной милиции главного Управления Охраны Министерства государственной безопасности СССР на транспорте (август 1952 г. — апрель 1955 г.)

С августа 1952 г. начинается новый этап в жизнедеятельности школы. 2 августа 1952 года Постановлением Совета Министров СССР школа была преобразована в учебное заведение по подготовке оперативного состава для органов транспортной милиции с двухгодичным сроком обучения. С этого времени школа перешла в подчинение Управления учебных заведений МГБ СССР. На тот момент это было единственное учебное заведение такого профиля.
В этот период существования школы в ней обучались представители всех уголков Советского Союза, которые в разные годы учёбы представляли около 30 различных национальностей.
Желающие обучаться в школе, должны были закончить не менее 7 классов средней школы, а также их возраст не должен был превышать 32 лет. Изменился и порядок набора: он стал наиболее приближённым к современному, то есть курсанты набора 1953 г. проходили обучение в школе на протяжении 2 лет, в 1954 г. их перевели на 2 курс, одновременно был осуществлён набор курсантов на 1 курс.
В период с 1952 по 1954 годы при непосредственном участии курсантов школы на окраине г. Могилёва был создан мемориал павшим в боях с фашистами бойцам батальона капитана Владимирова Константина Григорьевича. Руководил в то время школой Алексей Иванович Карташов.
- Могилёвская специальная средняя школа транспортной милиции МВД СССР (апрель 1955 г. — май 1992 г.)

При новом начальнике школы Бурченкове Иване Павловиче, школа вновь претерпевает реорганизацию. 1955 г. ознаменовал начало нового, самого продолжительного витка в истории школы, который охватывает 37 лет, на протяжении которых школа осуществляла подготовку оперативных и следственных работников для органов милиции со средним юридическим образованием.
И вновь сотрудникам и курсантам школы руководство страной доверяет самые ответственные задания. В 1957 году офицеры и курсанты школы обеспечивали охрану общественного порядка в г. Москве во время проведения VI Всемирного фестиваля молодёжи. По результатам несения службы многие сотрудники и курсанты школы были награждены: трём из них были вручены первые знаки «Отличник милиции», свыше 30 человек получили грамоты МВД СССР и ЦК ВЛКСМ.
В 1958 году в школе была открыта Доска Почёта, на которую стали заносить фамилии тех курсантов, которые не только успешно заканчивали учебное заведение, но и принимали активное участие в общественной жизни школы.
В ознаменование 45-летней годовщины Советской милиции 28 декабря 1962 года от имени Президиума Верховного Совета БССР школе было вручено Красное Знамя, которое принял в свои руки тогдашний руководитель школы Иван Михайлович Аксёнов.
В 1967 году к 50-летию Великой Октябрьской социалистической революции школе была вручена Почётная грамота Могилёвского обкома партии и областного исполнительного комитета. В 1970 году курсанты школы привлекались для охраны общественного порядка в дни празднования 100-летия со дня рождения В. И. Ленина, в Москве, Ленинграде, Ульяновске.
- Могилёвский факультет Академии милиции Министерства внутренних дел (май 1992 г. — декабрь 1994 г.)

Провозглашение независимости БССР 27 июля 1990 г. и распад СССР 8 декабря 1991 г. привели к значительным изменениям в жизни белорусского общества: начался процесс реорганизации государственного аппарата и всех его структурных звеньев с целью его дальнейшего функционирования в условиях суверенного государства.
25 августа 1991 г. был принят закон «О некоторых изменениях в системе органов государственного управления Республики Беларусь», согласно которому происходит переподчинение республике всех органов внутренних дел СССР, размещавшихся на территории Беларуси, происходит структурная перестройка МВД.
Это привело к тому, что в 1992 г. 24 курсанта — уроженца Республики Азербайджан — на основании телеграммы МВД республики Азербайджан отчислили с факультета милиции (они завершали своё обучение в Академии полиции Республики Азербайджан, хотя позже 7 курсантам предоставили возможность сдать государственные экзамены).
Вышеуказанные преобразования, а также рост преступности на фоне внутриполитических и социально-экономических процессов, происходивших в Беларуси в начале 90-х годов XX века, потребовали реорганизации и системы подготовки будущих сотрудников органов внутренних дел.
В 1992 г. на основании постановления Совета Министров Республики Беларусь Минская высшая школа МВД СССР была преобразована в Академию милиции МВД Республики Беларусь. Несколько позже на основании Приказа Министерства внутренних дел Белорусской ССР № 020 от 28 мая 1992 г. Могилёвская специальная средняя школа транспортной милиции МВД СССР прекратила своё существование как самостоятельная единица:
Таким образом, с вышеуказанного времени и вплоть до конца декабря 1994 г. школа являлась Могилёвским факультетом Академии милиции МВД.
- Могилёвская школа милиции Министерства внутренних дел. Могилёвский колледж МВД Республики Беларусь (декабрь 1994 г. — март 2010 г.)

1994 год стал началом нового этапа в жизнедеятельности учебного заведения. 2 декабря 1994 г. было принято постановление кабинета Министров Республики Беларусь № 223, в соответствии с которым на базе Могилёвского факультета Академии милиции МВД Республики Беларусь образовывалась Могилёвская школа милиции Министерства внутренних дел Республики Беларусь.
На рубеже столетий происходит обновление законодательства Республики Беларусь.
В частности, были приняты новые Уголовно-процессуальный (Закон Республики Беларусь № 295-З от 16 июля 1999 г.), Уголовный (Закон Республики Беларусь № 275-З от 9 июля 1999 г.) и Уголовно-исполнительный Кодексы (Закон Республики Беларусь № 365-З от 11 января 2000 г.).
Это привело к повышению требований к качеству предварительного следствия и расширению круга обязанностей, возлагаемых на сотрудников органов внутренних дел. Одновременно возрастала необходимость в подготовке специалистов с высшим юридическим образованием.
- ''Учреждение образования «Могилёвский колледж Министерства внутренних дел Республики Беларусь» (март 2010 г. — сентябрь 2014 г.)

Дело в том, что подготовкой сотрудников ОВД с соответствующей квалификацией занималась только Академия МВД Республики Беларусь, которая была не в состоянии принять на себя дополнительный объём обучающихся. В связи с этим Постановлением Совета Министров Республики Беларусь 9 сентября 2002 г. № 1232 были приняты предложения МВД Республики Беларусь  о переименовании Могилёвской школы МВД в Могилевский колледж Министерства внутренних дел Республики Беларусь.
- ''Учреждение образования «Могилёвский высший колледж Министерства внутренних дел Республики Беларусь» (март 2010 г. — сентябрь 2014 г.)

9 марта 2010 г. Указом Президента Республики Беларусь № 145  Могилёвский колледж МВД Республики Беларусь был переименован в учреждение образования «Могилёвский высший колледж МВД Республики Беларусь». В этот период учреждением образования руководил Колесник Геннадий Леонидович.
Таким образом, 2010 стал годом, с которого колледж ведёт свою историю как высшее учебное заведение.
В сентябре 2010 года был осуществлён первый набор курсантов на отделение высшего образования по специальностям 1-24 01 02 10 — «Правоведение» (специализация «Оперативно-розыскная деятельность»); 1-24 01 02 18 — «Правоведение» (специализация «Административно-правовая деятельность»).
- Учреждение образования «Могилёвский институт Министерства внутренних дел Республики Беларусь» (сентября 2014 г. — по настоящее время)

В соответствии с Указом Президента Республики Беларусь от 8 июля 2013 г. № 307 Могилёвский высший колледж МВД с 1 сентября 2014 года был переименован в Могилёвский институт Министерства внутренних дел Республики Беларусь.
В сентябре 2014 года институт возглавил генерал-майор милиции Полищук Валерий Николаевич. С ноября 2023 года Могилевским институтом МВД руководит полковник милиции Роман Валерьевич Романчук.

## Руководители
- Ляхов Василий Иванович
- Карташев Александр Иванович
- Бурченков Иван Петрович
- Аксенов Иван Михайлович
- Сподобаев Василий Иванович
- Красько Николай Егорович
- Кончатов Валерий Николаевич
- Мелеховец Юрий Александрович
- Авсянкин Сергей Евгеньевич
- Колесник Геннадий Леонидович
- Полищук Валерий Николаевич
- Романчук Роман Валерьевич